# Wróblaczyn
Wróblaczyn (ukr. Вороблячин) – wieś na Ukrainie, w rejonie jaworowskim obwodu lwowskiego. Wieś liczy około 600 mieszkańców.
W II Rzeczypospolitej do 1934 samodzielna gmina jednostkowa. Następnie wieś należała do zbiorowej wiejskiej gminy Wróblaczyn w powiecie rawskim w woj. lwowskim, której była siedzibą. 
W kwietniu 1944 nacjonaliści ukraińscy z OUN-UPA zamordowali tutaj 24 Polaków.
Po wojnie wieś weszła w struktury administracyjne Związku Radzieckiego.